# Gruppo montuoso di Monte Calvo
Il Gruppo Montuoso di Monte Calvo è una breve dorsale montuosa dell'Appennino centrale abruzzese, posta al confine tra Lazio e Abruzzo, tagliando trasversalmente lo spartiacque appenninico, classificato come sito di interesse comunitario (SIC).

## Descrizione
Delimita l'estrema parte nord-occidentale della conca aquilana e raggiunge il punto più elevato con Monte Calvo (1898 m) all'interno del territorio del comune di Scoppito in provincia dell'Aquila, mentre la sua naturale prosecuzione verso ovest è il Gruppo montuoso di Monte Giano in provincia di Rieti. Dal punto di vista geomorfologico il versante sud è più dolce, ma meno boscoso di quello nord che guarda verso l'altopiano di Cascina. Ricade all'interno del territorio dei comuni di Scoppito, Cagnano Amiterno e L'Aquila.
La caratteristica principale di questa montagna è l'interessante risvolto paesaggistico dominando la parte nord-occidentale della Conca Aquilana e guardando a 360° verso la zona di Rieti con i Monti Reatini, il Terminillo e i monti del Cicolano (gruppo montuoso del Monte Nuria), il gruppo montuoso di Monte San Rocco-Monte Cava, in lontananza i Monti Cantari, le Montagne della Duchessa, il massiccio del Monte Velino, il gruppo montuoso di Monte Ocre-Monte Cagno, il Monte Sirente, in lontananza la Maiella, l'intera catena del Gran Sasso, dei Monti della Laga, i Monti Sibillini ed infine i Monti dell'Alto Aterno.
A metà montagna sempre sul versante sud è posta un'importante installazione di ripetitori in ponte radio. La cima si raggiunge facilmente dal versante sud di Sella di Corno.